# Scaphinotus klahowyae
Scaphinotus klahowyae är en skalbaggsart som beskrevs av Perrault. Scaphinotus klahowyae ingår i släktet Scaphinotus och familjen jordlöpare. Inga underarter finns listade i Catalogue of Life.